# Sihor
Sihor är en ort i Indien.   Den ligger i distriktet Bhāvnagar och delstaten Gujarat, i den västra delen av landet, 900 km sydväst om huvudstaden New Delhi. Sihor ligger 69 meter över havet och antalet invånare är 52 603.
Terrängen runt Sihor är platt. Runt Sihor är det tätbefolkat, med 297 invånare per kvadratkilometer. Sihor är det största samhället i trakten. Trakten runt Sihor består till största delen av jordbruksmark.